# Kithara
A kithara (ógörög κίθαρα) pengetős hangszer, az ókori görög lírák családjának tagja. Fából készült, nagyobb méretű, erős hangú, elsősorban a hivatásos muzsikusok által használt hangszer. Hét – később több, akár tizenegy – egyenlő hosszúságú bélhúrja egy dobozszerű hangszertesttől indul, és a testhez csatlakozó két szarvszerű nyúlvány közötti keresztrúdhoz fut.
Általánosabb értelemben a hangszertudomány a görög világon kívüli, hasonló felépítésű dobozlírákat is gyakran kitharának nevezi.

## Története
A kithara szó etimológiája nem tisztázott, de valószínűleg nem görög eredetű. Homérosznál a – ritkán előforduló – kitharisz (κίθαρις) szó elsősorban a különböző húros hangszereken való játékot jelenti, a kitharát kifejezetten hangszernévként legelőször a Kr. e. 6.–5. században élt megarai Theognisz említi.
A görög lírafélék legrégebbi ábrázolásain a dobozlírák családjába tartozó, feltehetőleg fából készült, üreges testű pengetős hangszerek láthatók. A geometrikus, de később gyakran az archaikus kor vázaképein is alul ívelt, félkör vagy sarló formájúak; ezt a hangszerváltozatot a hangszertudomány bölcsőkitharának nevezte el, megkülönböztetve a – legnagyobb számban a klasszikus korban ábrázolt – nagyjából trapézforma testű, alsó részén egyenes hangszerformától. Az előbbit gyakran a homéroszi eposzok phorminx nevű hangszerével azonosítják, az utóbbi a szűkebb értelemben vett görög kithara. A lapos talpú kithara a Kr. e. 6. században kezd feltűnni a képi ábrázolásokon, bölcső formájú rokona ettől kezdve egyre ritkábban fordul elő.
A viszonylag szabványosodott formájú és felépítésű, nagy méretű koncert-kithara Kr. e. 520 körül jelenik meg először a vázaképeken. Az ókori hagyomány ezt a kithara-változatot egy bizonyos Képión találmányának tartotta, aki Terpandrosz tanítványa volt. Néha ázsiainak, asziasz kitharának is nevezték, amely leszboszi, kis-ázsiai eredetére utalt.
A magyar nyelv ’citera’, ’gitár’ szava is végső soron a kitharából származtatható, de ez nem jelent közelebbi hangszertani rokonságot.

## A koncert-kithara

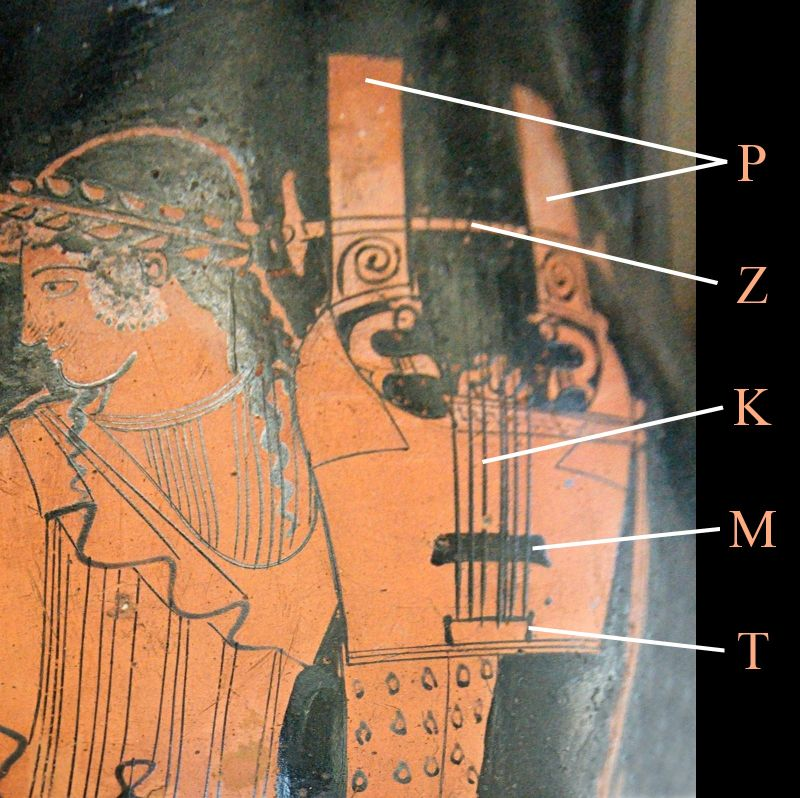
A kithara főbb részei

A koncert-kithara formája a talpánál egyenes vonalú, kétoldalt felfelé szélesedő. A ritka oldalnézeti ábrázolások szerint oldallapjai keskenyek, két-három ujjnyiak, de a hátlap erősen kidudorodik, hosszanti irányban a hajó gerincéhez hasonló él fut rajta végig. A húrozatot kifeszítő karjai (pékhüsz, tbsz. pékheisz, a képen P) két részből állnak: a hangszertest fölső részéhez szervesen illeszkedő, befelé ívelő szarvszerű nyúlványokból, illetve az azokhoz csatlakozó, hosszabb, közel párhuzamos egyenes részekből, amelyek a vékony, hengeres keresztrudat (zügon, Z) tartják. A karok két részének találkozásánál spirálmotívum, illetve finoman kidolgozott, díszítésnek vagy ismeretlen rendeltetésű mechanikus szerkezetnek tűnő elem látható.
Általában hét húrja (khordai v. neürai, K) van, „héthangú”, de a húrok száma – főleg a későbbi korokban – lehet több is, akár tizenegy. A húrok megfeszítésére az antik lírák legtöbbjéhez hasonlóan kollopszok, azaz a húrok felső végét rögzítő keresztrúd (zügon, Z) körül elforgatható bőrgyűrűk szolgálnak, másik végük a test közepetáján lévő húrlábon (magasz, M) áthaladva a hangszer talpánál levő húrtartóhoz (khordotonon, T) csatlakozik. A többi görög líraféleséghez hasonlóan a bal csuklóra hurkolható pánt, telamón segít a kithara megtartásában játék közben, de ezen felül rögzítve van rá egy vállszalag is, ami csak erre a hangszerfajtára jellemző. A zenész jobb kezében tartott, csontból vagy más kemény anyagból készült pengető, pléktron egy zsineggel a hangszertest talpával van – még játék közben is – összekötve.

## Egyéb kitharák
A kithara egy sajátos típusa látható a Kr. e. 5. század második felében készült néhány vázafestményen, ezt a hangszertudomány trákiai kitharának, Thamürisz-kitharának nevezte el, mivel ez a hangszerváltozat a vázafestményeken gyakran a trákiai Thamürisz illetve Orpheusz mitológiai jeleneteiben szerepel. Teste a phorminxhoz hasonló méretű, de alul lapos, alsó sarkai homorú vonalban tompítottak, a felső rész domború. A vékony karok kétoldalt körívet alkotnak, felső végükön a barbitosznál ismert kis toldalékok láthatók, amelyekre a keresztrúd illeszkedik. Zenei versenyek jeleneteiben is feltűnik.
Dél-itáliai vázaképeken a Kr. e. 4. század közepétől látható egy kései kithara-változat, az italióta kithara. Sajátossága, hogy teste szinte teljesen téglalap alakú, sőt, a karjai is egyenesen, az oldalak folytatásaként nőnek ki, így az egész hangszer kontúrja is téglalapot formáz. Formája, felépítése határozottan szakít a kithara görög hagyományával, erősen emlékeztet a keleti és különösen az egyiptomi lírákra.

## Használata

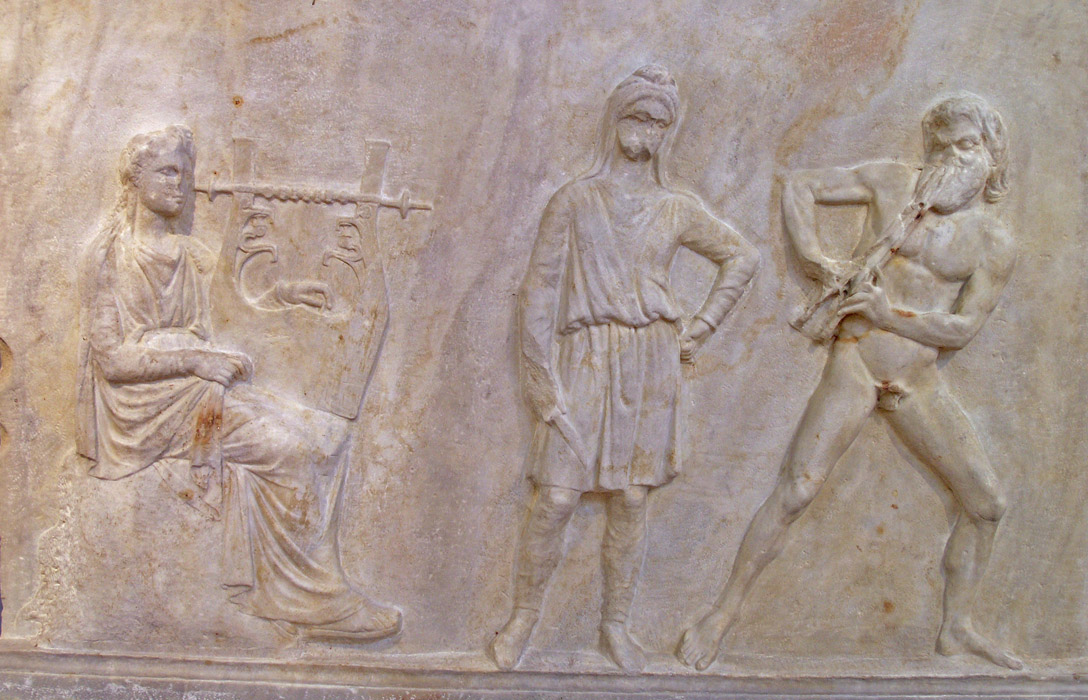
Apollón és Marszüasz – kithara és aulosz

A kithara használata a Kr. e. 6. század végétől válhatott általánossá, a vázaképeken, domborműveken ettől kezdve az archaikusabb phorminx helyett Apollón kezében is már ez a hangszer látható. Gyakran szerepel mitológiai jelenetekben, sokszor tűnik fel vallási, ünnepi ceremóniákon, néha többedmagával is vagy auloszokkal együtt, de mind az archaikus, mind a klasszikus kor vázafestményei leggyakrabban zenei versenyek résztvevőinek hangszereként ábrázolják.
A kitharán leginkább állva, ritkábban ülve játszanak. A zenész a vállán átvetett szalag, illetve bal csuklójára hurkolt karpánt segítségével tartja függőleges helyzetben, a testéhez szorítva. Játékmódja azonosnak tűnik a többi líraféleségével: a jobb kéz pengetővel szólaltatja meg, míg a bal kéz, miközben a rá hurkolt karpánttal a hangszert tartja, a másik oldalukról érinti a húrokat. Nem tisztázott, hogy a bal kéz szerepe pusztán a megpendített húrok tompítása, üveghangok előállítása-e, vagy a pengetés is. A hangszer hangjának felidézésére az irodalomban a „toplatotrat” és a „trettanelo” hangutánzó szavakat használták.
A halandók világában a kithara hivatásos férfi muzsikusok hangszere, akik a vázafestményeken különleges, díszes öltözéket, epiporpamát viselnek, Apollón istent személyesítve meg. Az énekét kitharán kísérő zenészt kitharódosznak nevezték, a hangszeres szólistát kitharisztésznek. Gyakran szerepeltek zenei versenyeken, a püthói játékokon, az Athéni Panathénaia-ünnepen. Vallási ünnepeken, felvonulásokon a kitharát sokszor auloszokkal együtt szólaltatták meg. Az ókori görög tragédiák kórusait, táncelőadásait is kísérte, Szophoklész maga is híres kithara-játékos volt. Pszeudo-Plutarkhosz többször említ két híres kithara-virtuózt, a küthérai Philoxenoszt és a milétoszi Timotheoszt. Arisztotelész a kitharát professzionális hangszernek, organon tekhnikonnak tekinti, nem ajánlja általános zenetanulás céljára. A vázaképek a hivatásos zenészek koncert-kitharáját sohasem ábrázolják nők kezében (még múzsák sem pengethetik), ez alól csak Pallasz Athéné és Niké kivételek.

## Külső hivatkozások
- Szabolcsi Bence – Tóth Aladár: Zenei lexikon I. (A–K). Budapest: Győző Andor. 1935. (Kithara címszó) Online lérés Archiválva 2009. március 3-i dátummal a Wayback Machine-ben